# Silistra
Pour l'oblast, voir Silistra (oblast).
Silistra (en bulgare : Силистра, transcrit parfois Silistrie en français; en roumain : Dârstor, en turc:Silistre) est une ville du nord-est de la Bulgarie.
Elle se trouve sur la rive sud du Danube. À la sortie est de la ville, la frontière entre la Bulgarie et la Roumanie quitte le fleuve pour rejoindre la mer Noire. Silistra est au bord de la Dobrogée, un plateau fertile partagé entre la Bulgarie et la Roumanie.

## Nom
Silistra a été fondée en l'an 29, sous le nom de Durostorum comme important castrum de la province romaine de Mésie, sur un site thrace. Avec la romanisation des Thraces, le nom de la ville évolue en Dorostol (attesté durant le règne de l'empereur byzantin Justinien au VIe siècle) puis, après le VIIIe siècle, en Drãstãr (Дръстър en bulgare) ou Dristor (en valaque), attestés à partir du tsar Siméon Ier de Bulgarie. On suppose que Silistra, attesté à partir du XIVe siècle, pourrait venir soit du latin silo et stra : « poinçon », « marque militaire », soit du grec byzantin στό Ίστρου : « sur le Danube ».

## Histoire
La ville a été en 376 le point où l'empereur Valens a autorisé les Goths à franchir le Danube ; la révolte de ces nouveaux arrivants aboutira en 378 à la mort de l'empereur et de milliers de légionnaires lors de la bataille d'Andrinople.
Disputée du Xe au XIVe siècle entre les Bulgares (depuis 679), les Byzantins (avant 679 et de 917 à 1186), les Pétchénègues, les Coumans, les Tatars (en 1224), les Alains, le despotat de Dobrogée, la Valachie et les Génois, pour finir par tomber aux mains des Turcs en 1388, Silistra devient une place fortifiée au coin nord-est du fameux Quadrilatère du Deli Orman (Roussé, Silistra, Choumen, Varna), résidence d'un pacha et capitale du pachalik de Silistra dit aussi Özi eyalet, une des provinces de l'Empire ottoman gouvernant toute la côte occidentale de la mer Noire, de Bourgas au Yedisan dans l'actuelle Ukraine.
Durant la guerre russo-ottomane de 1828-28, après la chute de Varna fin septembre 1828, l'hiver approchant l'armée russe abandonne le siège de Choumen et Silistra. En mai 1829 le siège reprend et la ville tombe le 19 juin 1829.
La forteresse turque de Silistra oppose une vigoureuse résistance à l'armée russe en 1853, premiers affrontements de la guerre de Crimée. À la fin de la guerre d'indépendance de la Bulgarie, Silistra est cédée par les Turcs à la Bulgarie au Traité de Berlin (1878).
Au terme de la deuxième Guerre balkanique (que la Bulgarie a perdue), la ville passe sous juridiction roumaine par le traité de Bucarest (1913) et devient le chef-lieu d'un département roumain avant d'être réintégrée à la Bulgarie en 1940 par les accords de Craiova. Pendant la Seconde Guerre mondiale, en septembre 1944, les troupes soviétiques entrent en Bulgarie par Dobritch et par Silistra où elles sont acclamées. Le lendemain, la Bulgarie quitte l'Axe puis rejoint les Alliés ; un char soviétique est encore exposé en guise de mémorial sur les bords du Danube.

## Climat
La ville de Silistra a un climat continental modéré, avec quatre saisons bien marquées. Les étés sont chauds, dépassant parfois les 40 degrés, les hivers sont froids et enneigés, les températures tombent souvent en dessous de 0 °C . La température annuelle moyenne est de 11,6 degrés.

## Culture
La ville possède deux théâtres (dont un spécialisé pour les enfants), une galerie et deux musées (archéologique et ethnographique). On peut y voir des objets remontant à l'époque des Thraces. À l'intérieur de la forteresse ottomane construite sur les hauteurs de la ville et récemment restaurée, un musée historique a aussi été inauguré en 2006.

## Industrie
Les principales industries de Silistra sont la transformation des produits carnés, le textile, l'agro-alimentaire et la fabrication de briques. Après la fin de la dictature, la reconversion vers l'économie de marché a été handicapée par une corruption endémique et par les crises financières internationales à répétition, de sorte que le taux de chômage a fortement augmenté.

## Démographie
La population de Silistra a connu une croissance lente mais constante jusqu'au début des années 1990, mais la ville souffre depuis lors d'une importante émigration vers des centres urbains plus actifs comme Sofia ou Varna, ou vers l'étranger (Roumanie, Turquie, Occident) : 11 718 (en 1892), 12 133 (en 1900), 12 055 (en 1908), 17 339 (en 1930), 48 000 (en 1974), 53 500 (en 1985, son plus grand nombre d'habitants), 48 000 (en 1993) et 38 320 habitants en 2008. Seul avantage, c'est une ville où les prix baissent.

## Personnalités
À Silistra sont nés :
- Flavius Aetius (v. 395 - 21 septembre 454), sénateur et général romain.
- Eliezer Papo (en) auteur du Pele Yoetz.
- Parteniï Pavlovitch (1695–1760), lettré et chroniqueur bulgare.
- Démétrios de Kiev, sainte de l'église de Kiev.

## Galerie

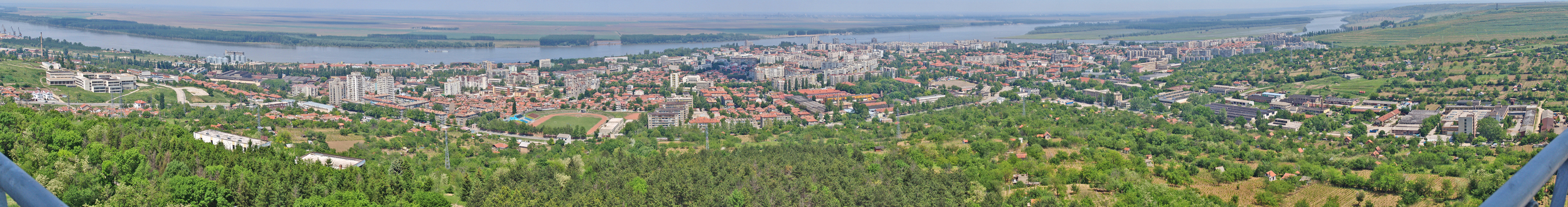
Panorama de Silistra, donnant sur le Danube au fond

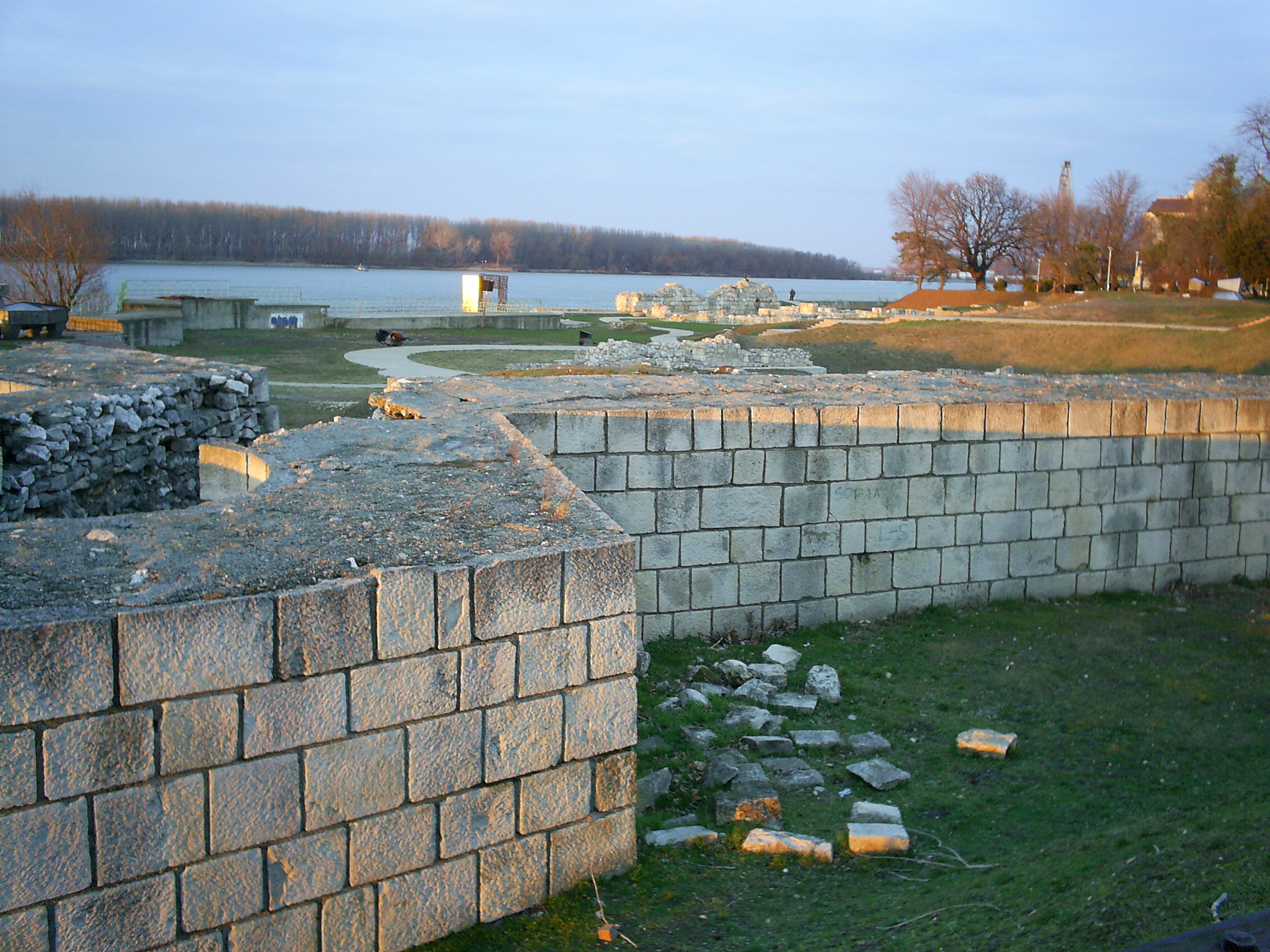
Murailles de Durostorum
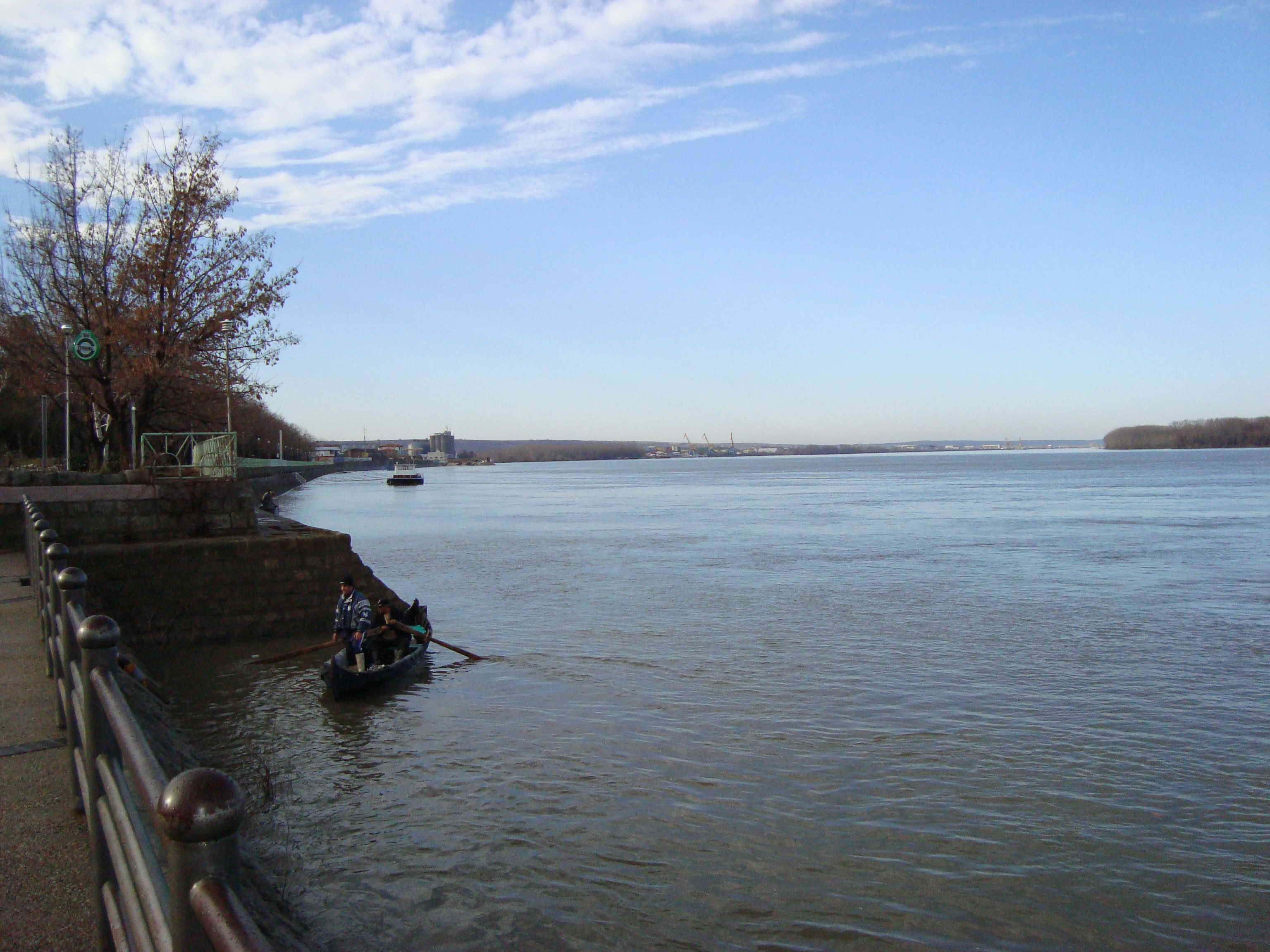
Rive du Danube
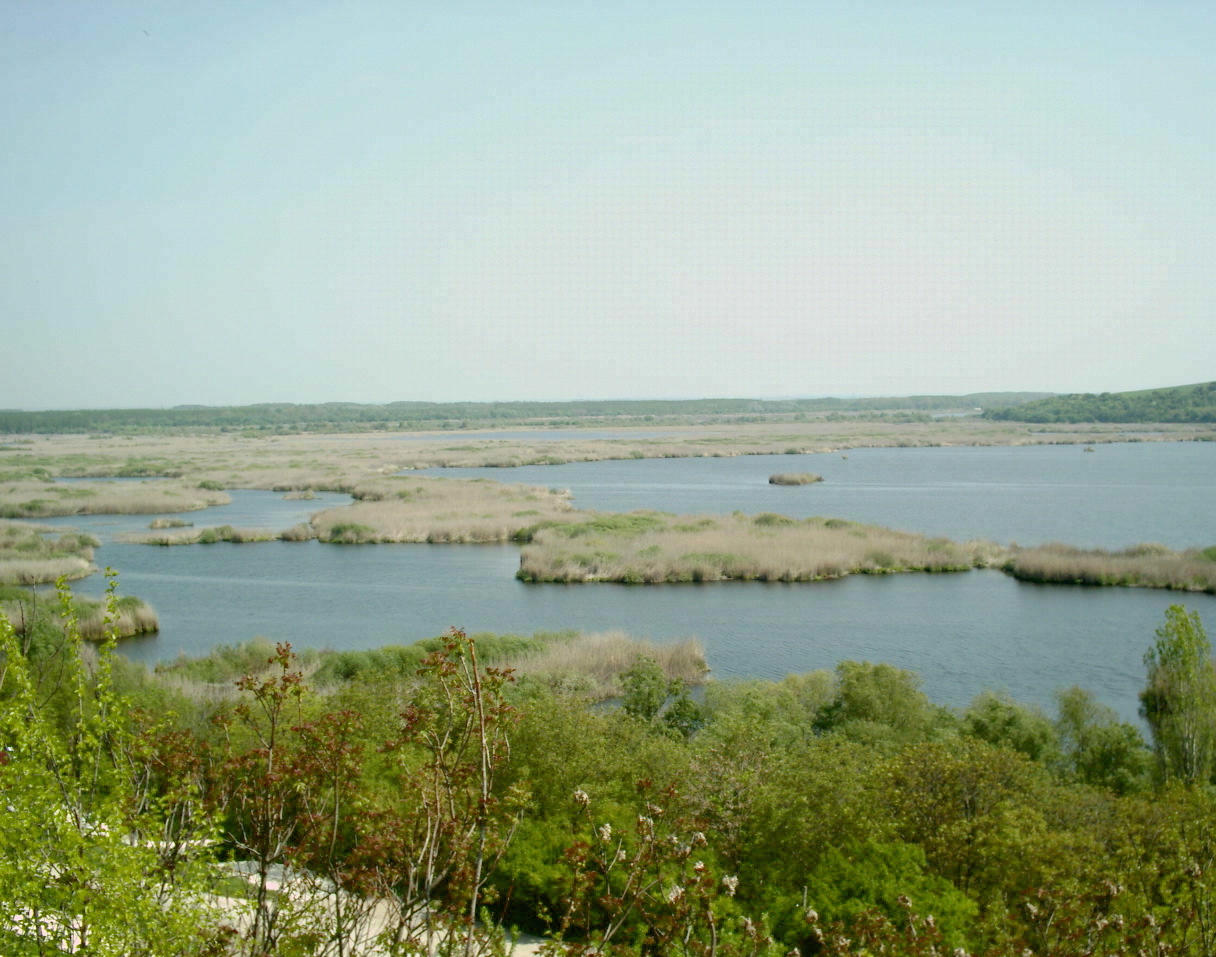
Réserve naturelle de Srébarna
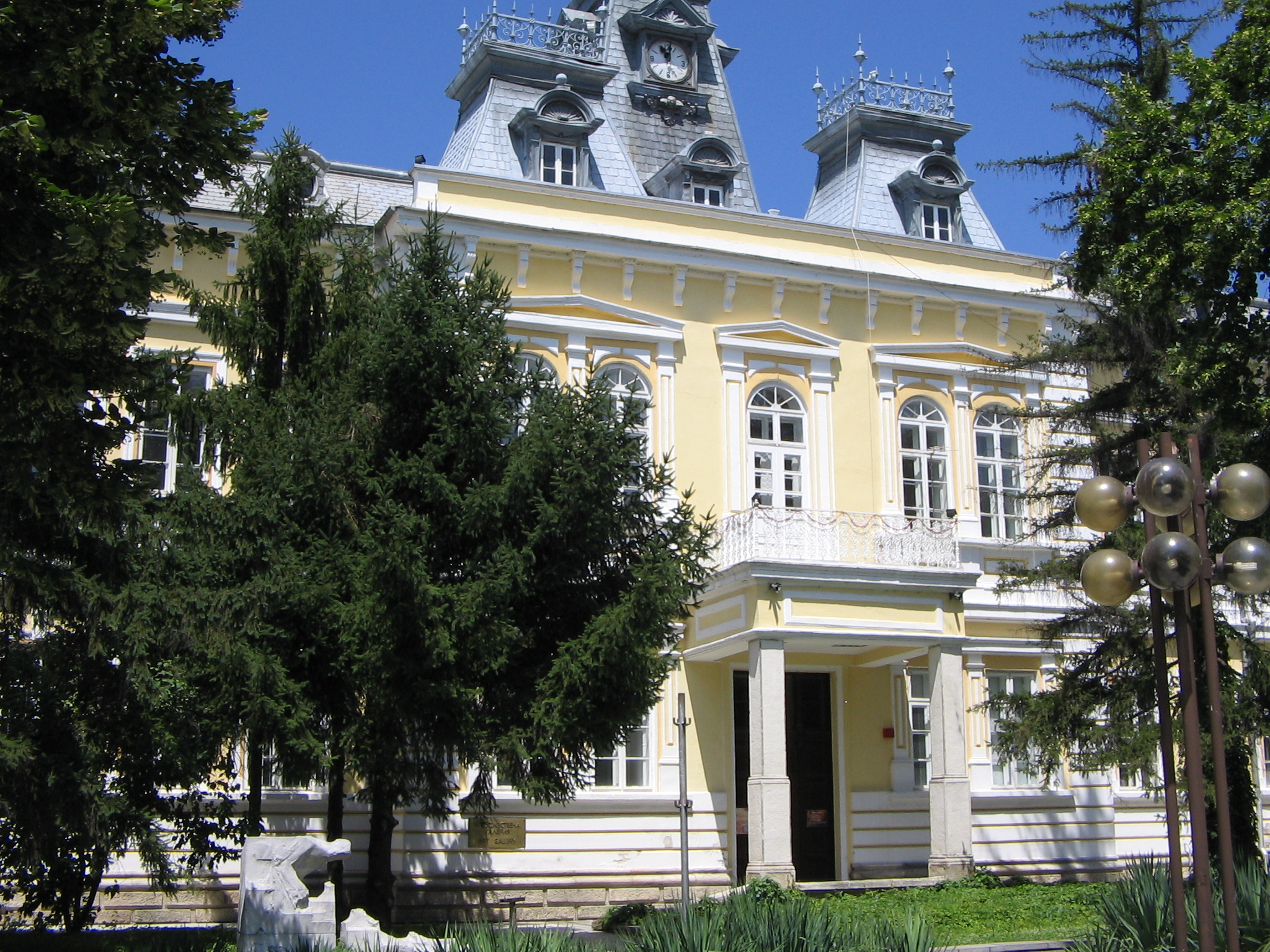
Musée d'art Minkov
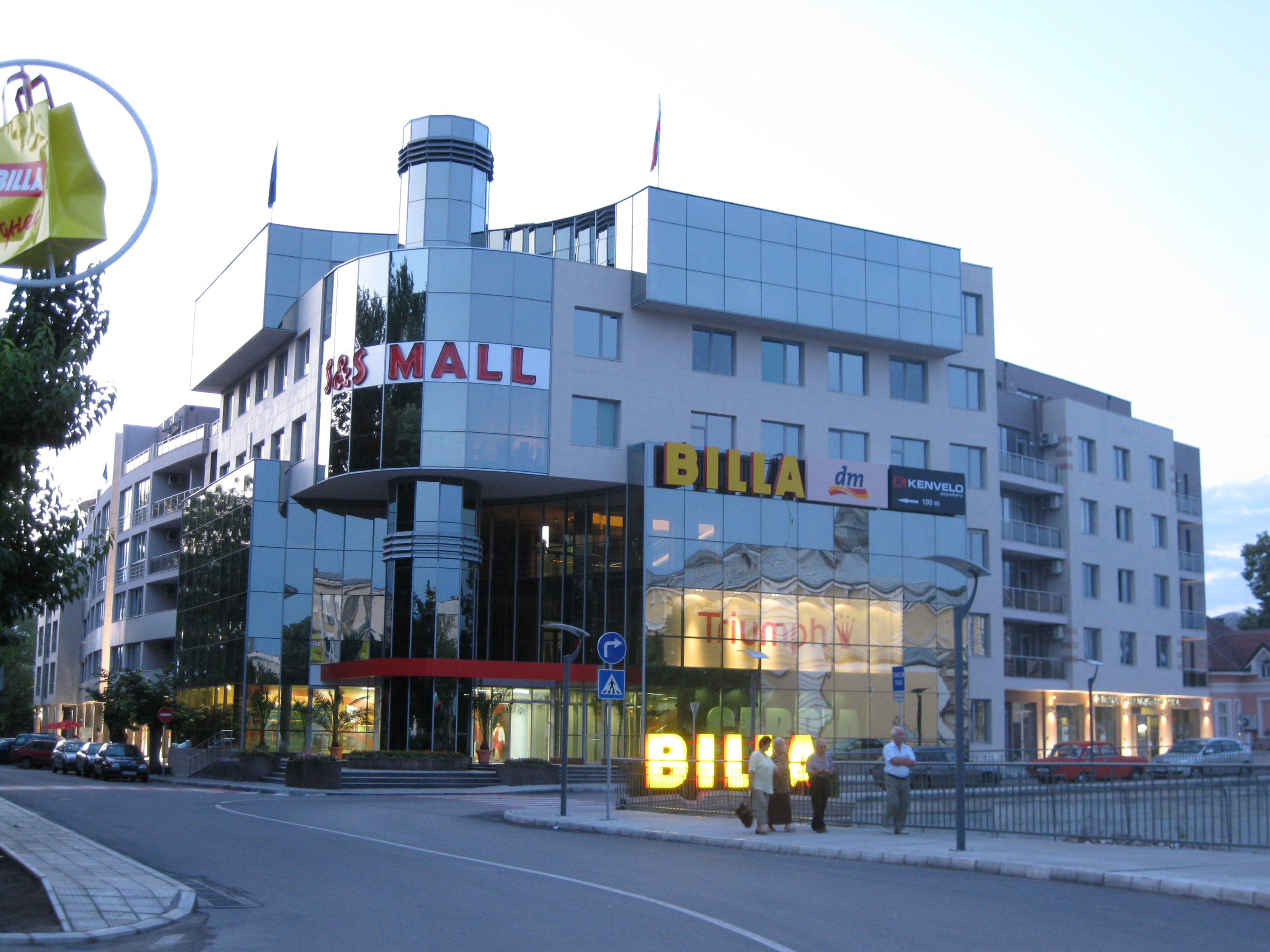
Centre commercial de Silistra